# Morti nel 1986/Aprile
| Questa pagina contiene informazioni ricavate automaticamente dalle voci biografiche con l'ausilio del template Bio e di un bot. L'aggiornamento è periodico e automatico e ricostruisce completamente la pagina. Se manca una persona in questa lista, sei pregato di non aggiungerla, ma accertati piuttosto che la sua voce biografica contenga il template Bio e che i dati anagrafici siano correttamente compilati. Se il template Bio manca, inseriscilo tu stesso o, in alternativa, metti l'avviso {{tmp\|Bio}} che ne segnala la mancanza. Se i dati riportati sono sbagliati, correggi direttamente la voce biografica; le modifiche saranno visibili in questa lista entro pochi giorni. Per chiarimenti vedi il progetto biografie. La lista contiene solo le 93 persone che sono citate nell'enciclopedia e per le quali è stato implementato correttamente il template Bio. Pagina aggiornata al 3 mar 2024. |

- 1º aprile - Erik Bruhn, danzatore, coreografo e attore danese (n. 1928)
- 1º aprile - Margaret Masterman, linguista britannica (n. 1910)
- 2 aprile - Gerald Goddard, pallanuotista sudafricano (n. 1920)
- 2 aprile - Jack Manning, fumettista e animatore statunitense (n. 1920)
- 2 aprile - Eduardo Notari, attore italiano (n. 1903)
- 3 aprile - Peter Pears, tenore inglese (n. 1910)
- 3 aprile - Kazem Shariatmadari, personalità religiosa iraniano (n. 1906)
- 4 aprile - Mimmo Poli, attore italiano (n. 1920)
- 4 aprile - Carlo Taranto, attore italiano (n. 1921)
- 5 aprile - Manly Wade Wellman, scrittore statunitense (n. 1903)
- 6 aprile - Peter Brugger, politico italiano (n. 1920)
- 6 aprile - El Solitario, wrestler messicano (n. 1946)
- 6 aprile - Boris Gutnikov, violinista sovietico (n. 1931)
- 6 aprile - Raimundo Orsi, calciatore argentino (n. 1901)
- 7 aprile - Rudolf Dilong, poeta e presbitero slovacco (n. 1905)
- 7 aprile - Chester Erskine, regista statunitense (n. 1905)
- 7 aprile - Leonid Vital'evič Kantorovič, matematico e economista sovietico (n. 1912)
- 7 aprile - Valerie von Martens, attrice austriaca (n. 1894)
- 7 aprile - Michael Warriner, canottiere britannico (n. 1908)
- 8 aprile - Robert du Mesnil du Buisson, storico, archeologo e militare francese (n. 1895)
- 8 aprile - Yukiko Okada, cantante giapponese (n. 1967)
- 8 aprile - Marcello Polesel, allenatore di calcio e calciatore italiano (n. 1910)
- 9 aprile - Rezső Wanié, nuotatore ungherese (n. 1908)
- 9 aprile - Jurij Timofeevič Ždanov, ballerino e coreografo sovietico (n. 1925)
- 10 aprile - Linda Creed, paroliera, cantante e compositrice statunitense (n. 1948)
- 10 aprile - Renato Ghiotto, scrittore, giornalista e sceneggiatore italiano (n. 1923)
- 10 aprile - František Vysocký, calciatore slovacco (n. 1921)
- 11 aprile - Mario Colombo, pilota motociclistico italiano (n. 1902)
- 11 aprile - Josef Růžička, lottatore cecoslovacco (n. 1925)
- 12 aprile - Joseph Dervaes, ciclista su strada belga (n. 1906)
- 12 aprile - Valentin Petrovič Kataev, scrittore russo (n. 1897)
- 12 aprile - Adriano Milani Comparetti, medico italiano (n. 1920)
- 13 aprile - Sulo Bärlund, pesista finlandese (n. 1910)
- 13 aprile - Emanuele Giardina, avvocato, politico e giornalista italiano (n. 1903)
- 13 aprile - Stephen Stucker, attore statunitense (n. 1947)
- 13 aprile - Jack van Bebber, lottatore statunitense (n. 1907)
- 14 aprile - Simone de Beauvoir, scrittrice, saggista e filosofa francese (n. 1908)
- 14 aprile - Nitin Bose, regista, sceneggiatore e direttore della fotografia indiano (n. 1897)
- 14 aprile - Jole Bovio Marconi, archeologa italiana (n. 1897)
- 14 aprile - Luigi Maria Carli, arcivescovo cattolico italiano (n. 1914)
- 14 aprile - František Matys, calciatore cecoslovacco (n. 1923)
- 14 aprile - Jean-François Tournon, schermidore francese (n. 1905)
- 15 aprile - James Lindsay Almond, politico statunitense (n. 1898)
- 15 aprile - Joe Butterworth, attore statunitense (n. 1910)
- 15 aprile - Jean Genet, scrittore, drammaturgo e poeta francese (n. 1910)
- 15 aprile - Edmund Hakewill-Smith, generale britannico (n. 1896)
- 15 aprile - Don Hoefler, giornalista statunitense (n. 1922)
- 15 aprile - Robert Marjolin, economista e politico francese (n. 1911)
- 15 aprile - Tim McIntire, attore statunitense (n. 1944)
- 15 aprile - Michel Souriau, filosofo francese (n. 1891)
- 15 aprile - Chelso Tamagno, cestista statunitense (n. 1912)
- 16 aprile - Carlo Biagi, calciatore italiano (n. 1914)
- 17 aprile - Guido Calogero, filosofo, saggista e politico italiano (n. 1904)
- 17 aprile - Paul Costello, canottiere statunitense (n. 1894)
- 17 aprile - Marcel Dassault, pioniere dell'aviazione, ingegnere e imprenditore francese (n. 1892)
- 17 aprile - Hermann Friedrich Graebe, manager e ingegnere tedesco (n. 1900)
- 17 aprile - Bessie Head, scrittrice botswana (n. 1937)
- 17 aprile - Teddy Kotick, contrabbassista statunitense (n. 1928)
- 18 aprile - Antonio Lauro, compositore e chitarrista venezuelano (n. 1917)
- 18 aprile - Heinrich Lehmann-Willenbrock, ufficiale tedesco (n. 1911)
- 18 aprile - Joey Yale, attore pornografico statunitense (n. 1949)
- 19 aprile - Salvatore Sciascia, editore italiano (n. 1919)
- 20 aprile - Aleksei Nikolaevič Arbuzov, drammaturgo russo (n. 1908)
- 20 aprile - Doris Dawson, attrice statunitense (n. 1905)
- 21 aprile - Dixie Compton, attrice statunitense (n. 1899)
- 21 aprile - Giorgio Favaretto, pianista italiano (n. 1902)
- 21 aprile - Jozef Kalina, cestista cecoslovacco (n. 1924)
- 22 aprile - Mircea Eliade, storico delle religioni, antropologo e scrittore romeno (n. 1907)
- 22 aprile - Go Se-tae, cestista sudcoreano (n. 1925)
- 22 aprile - Dick Moores, fumettista statunitense (n. 1909)
- 23 aprile - Harold Arlen, compositore statunitense (n. 1905)
- 23 aprile - Doxie Moore, allenatore di pallacanestro e dirigente sportivo statunitense (n. 1911)
- 23 aprile - Otto Preminger, regista, produttore cinematografico e attore austriaco (n. 1905)
- 23 aprile - Alberto Zorrilla, nuotatore argentino (n. 1906)
- 24 aprile - José Bianco, scrittore, giornalista e traduttore argentino (n. 1908)
- 24 aprile - Alberto Maria Ghisalberti, storico e antifascista italiano (n. 1894)
- 24 aprile - Gerardo Guerrieri, regista e drammaturgo italiano (n. 1920)
- 24 aprile - Wallis Simpson, socialite statunitense (n. 1896)
- 26 aprile - Valerij Il'ič Chodemčuk, ingegnere sovietico (n. 1951)
- 26 aprile - Broderick Crawford, attore statunitense (n. 1911)
- 26 aprile - Hermann Gmeiner, filantropo austriaco (n. 1919)
- 26 aprile - Bessie Love, attrice statunitense (n. 1898)
- 26 aprile - Vladimir Nikolaevič Šašenok, ingegnere sovietico (n. 1951)
- 27 aprile - Josef Allen Hynek, ufologo, astronomo e docente statunitense (n. 1910)
- 27 aprile - Eduard Imhof, cartografo e docente svizzero (n. 1895)
- 27 aprile - Lolita, cantante italiana (n. 1950)
- 27 aprile - Evi Maltagliati, attrice italiana (n. 1908)
- 28 aprile - Pedro Lombardía, giurista spagnolo (n. 1930)
- 29 aprile - Glen Byam Shaw, attore, regista teatrale e direttore artistico britannico (n. 1904)
- 29 aprile - Edwin Graves, canottiere statunitense (n. 1897)
- 29 aprile - Raúl Prebisch, economista argentino (n. 1901)
- 30 aprile - Biagio Gambini, stuntman e attore italiano (n. 1926)
- 30 aprile - Robert Stevenson, regista, sceneggiatore e produttore cinematografico britannico (n. 1905)